# Японская оккупация Соломоновых Островов
Японская оккупация Соломоновых островов — период оккупации Соломоновы островов японцами во время Второй мировой войны.
Войска Императорской японской армии оккупировали Соломоновы острова, где находился штаб протектората Британских Соломоновых Островов, с 1942 по 1943 год, а некоторые острова до 1945 года.
Северные Соломоновы острова были частью австралийской территории Новой Гвинеи, являясь мандатной территории с 1920 года. Основной оборонительной позицией японцев в южной части Тихого океана была база в Рабауле, Новая Британия, которая была захвачена у австралийцев в январе 1942 года. В марте и апреле японские войска заняли и начали строительство аэродрома на острове Бука на севере Бугенвиля, а также аэродрома и военно-морской базы в Буине на юге Бугенвиля.
Кампания на Соломоновых островах была крупной кампанией Тихоокеанского театра военных действий Второй мировой войны. Кампания началась с высадки японского десанта и оккупации нескольких районов Британских Соломоновых островов и острова Бугенвиль на территории Новой Гвинеи в течение первых шести месяцев 1942 года. Сразу после оккупации японцы развернули масштабное строительство морских и авиационных баз с целью подготовить плацдарм для наступления на Новую Гвинею и создать защитный барьер для своей основной военной базы в Рабауле, Новая Британия.

## Японские военные командиры
Оба командировали 17-й армией на Бугенвиле:
- 1942—1945: Харикити Хякутакэ (1888—1947)
- 1945 — 5 сентября 1945: Масатанэ Канда (1890—1983)

Масатанэ Канда сдался командирам союзнических сил на острове Бугенвиль 8 сентября 1945 года.
Японская оккупация Соломоновых островов окончилась в сентябре 1945 года.